# Бабіков Іван Андрійович
Ба́біков Іва́н Андрі́йович (10 квітня 1887, селище Камбарський завод — †1965) — учасник революційного руху та Громадянської війни в Росії, максималіст.
В 1905—1908 роках був членом Камбарської організації ПСР. В травні 1917 року очолив Камбарську організацію ССРМ. У вересня 1917 року став депутатом Камбарської ради. В листопаді 1917 — травні 1918 років був комісаром Червоної гвардії Камбарського заводу, учасник встановлення радянської влади у В'ятській та Пермській губерніях. В березні 1918 року делегат Пермського губернського з'їзду Рад.
В липні 1918 року організатор Камбарської радянської бойової дружини. З вересня 1918 року в партизанському загоні Є. С. Колчина, з жовтня в складі 55-ї Уральської дивізії 3-ї армії Східного фронту, учасник придушення Іжевсько-Воткінського повстання. В грудні 1918 року голова Камбарської НК. Член РКП(б). В період Громадянської війни в квітні-липні 1919 року учасник евакуації закладів Камбарки в село Шихрани Казанської губернії (нині місто Канаш), в липні 1919 року виключений з РКП(б) як колишній максималіст. В 1925—1934 роках депутат Камбарської селищної ради, народний засідач, член ревізійної комісії кооперативної організації, член товариства колишніх червоногвардійців та червоних партизанів. В роки радянської влади переслідувався як колишній максималіст.
Батько Андрій Гур'янович та молодший брат Олександр (1907—1918), які також були революціонерами, були заарештовані в ході Іжевсько-Воткінського повстання та розстріляні.